# 卡朗泰克
卡朗泰克（法語：Carantec，法語發音：[kaʁɑ̃tɛk]）是法国菲尼斯泰尔省的一个市镇，位于该省北部，属于莫尔莱区。

## 地理
卡朗泰克（48°40'4"N, 3°54'49"W）面积9.02 平方千米，位于法国布列塔尼大區菲尼斯泰尔省，该省份为法国最西部的省份，位于布列塔尼半岛西部，北西南三面环大西洋，东临阿摩尔滨海省和莫尔比昂省。
与卡朗泰克接壤的市镇（或旧市镇、城区）包括：洛凯诺莱、昂维克、托莱。

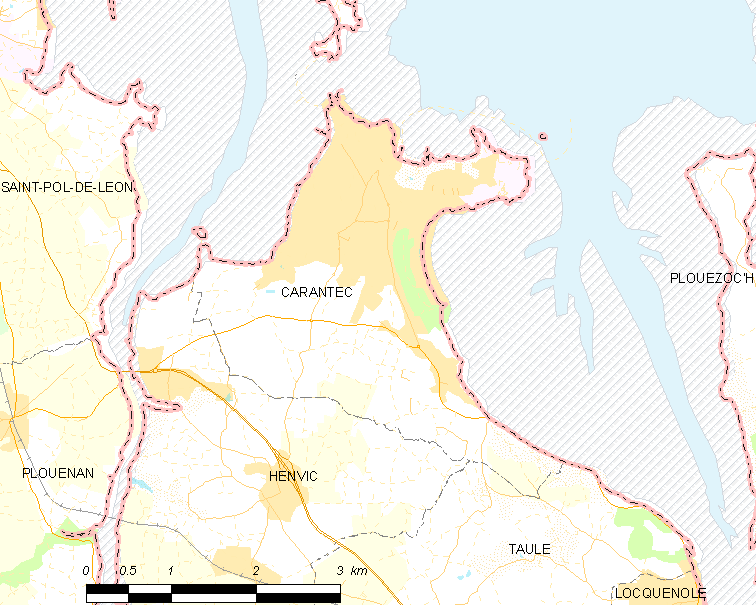
卡朗泰克的OSM定位图

卡朗泰克的时区为UTC+01:00、UTC+02:00（夏令时）。

## 行政
卡朗泰克的邮政编码为29660，INSEE市镇编码为29023。

## 政治
卡朗泰克所属的省级选区为莫尔莱县。

## 人口

1962-2008年间卡朗泰克人口变化图示

卡朗泰克于2022年1月1日时的人口数量为3261人。